# جفبلار أنغولي
جفبلار أنغولي (الاسم العلمي:Dichapetalum angolense) هو نوع من النباتات يتبع جنس الجفبلار من الفصيلة الجفبلارية.